# Marie-Laure Phinéra-Horth
Marie-Laure Phinéra-Horth, née le 28 juin 1957, est une femme politique française guyanaise, sénatrice depuis 2020.
Elle est maire de Cayenne de 2010 à 2020.

## Biographie
Fille de Stéphan Phinéra-Horth, président du conseil général de la Guyane de 1994 à 1998, Marie-Laure Phinéra-Horth est orthophoniste.
Elle intègre le Parti socialiste guyanais (PSG) en 1988, dont elle est trésorière pendant deux ans. Elle est élue conseillère municipale de Cayenne en 1995, réélue en 2001 et 2008. Elle est sixième adjointe au maire Jean-Claude Lafontaine de 1995 à 2008 puis première adjointe de son successeur Rodolphe Alexandre, qui obtient 4 752 voix aux élections municipales de mars 2008, avec le soutien de l'UMP. Quand ce dernier accède à la présidence du conseil régional, elle est élue pour lui succéder comme maire le 8 avril 2010.
Soutenue par le PSG et Walwari, elle quitte en 2014 le camp du mouvement « Guyane 73 » de Rodolphe Alexandre,. Le 23 mars 2014, elle remporte les élections municipales dès le premier tour avec 6 976 voix, soit 69,75 %. Elle est officiellement investie par le conseil municipal le 28 mars suivant.
Le 20 mai 2016, elle fonde Nouvelle force de Guyane (NFG), parti actif principalement sur Cayenne. Depuis, pour ses campagnes elle aime utiliser le rose, elle met sa photo dans des cœurs, c'est d'ailleurs les couleurs de son parti, faisant penser ainsi à un thème de poupée Barbie.
À la tête d'une liste d'union NFG-Walwari-PSG-Guyane Écologie, elle remporte de nouveau les élections municipales de 2020 avec 60,46 % des voix.
Elle devient la première femme sénatrice de Guyane le 27 septembre 2020. Elle rejoint alors le groupe RDPI, groupe de la majorité présidentielle.
En mai 2021, elle annonce qu'elle ne se fera pas vacciner contre la Covid-19 dans l'émission Politik Hebdo.